# Polígono de Levante
El Polígono de Levante (en catalán Polígon de Llevant) es un barrio perteneciente al distrito Levante de la ciudad de Palma de Mallorca, España.
Según la delimitación oficial del ayuntamiento, limita al norte con los barrios de Pedro Garau, La Soledad y Estadio Balear; al oeste con Foners, al este con Son Malherido y al sur con Can Pere Antoni y El Molinar. Está delimitado por las calles Manacor y Manuel Azaña y por las autopistas Ma-20 y Ma-19.
Por este barrio transcurren las líneas 4 7 12 14 18 27 28 32 39 y 40 de la EMT.

## Galería

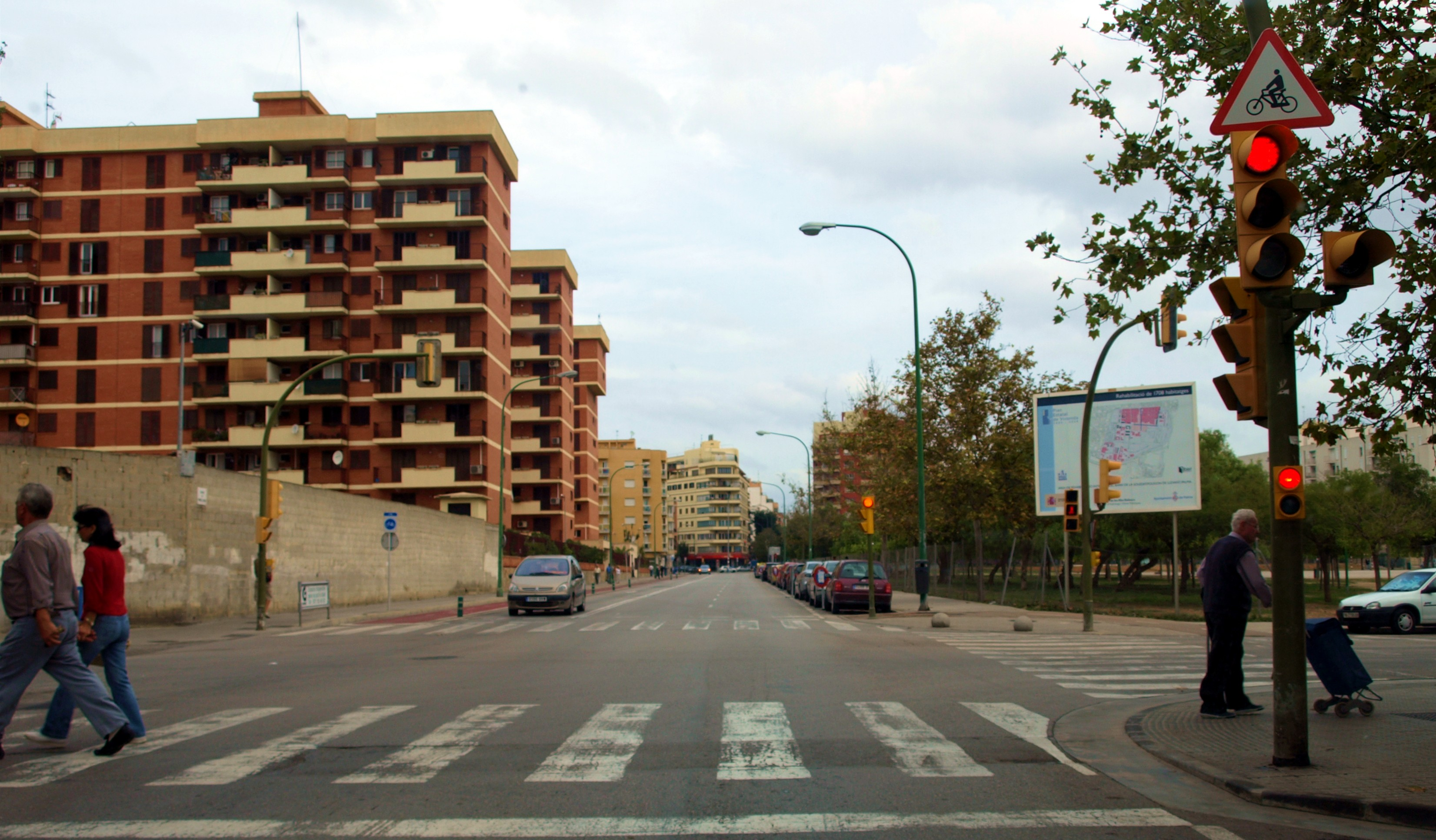
Calle Manuel Azaña
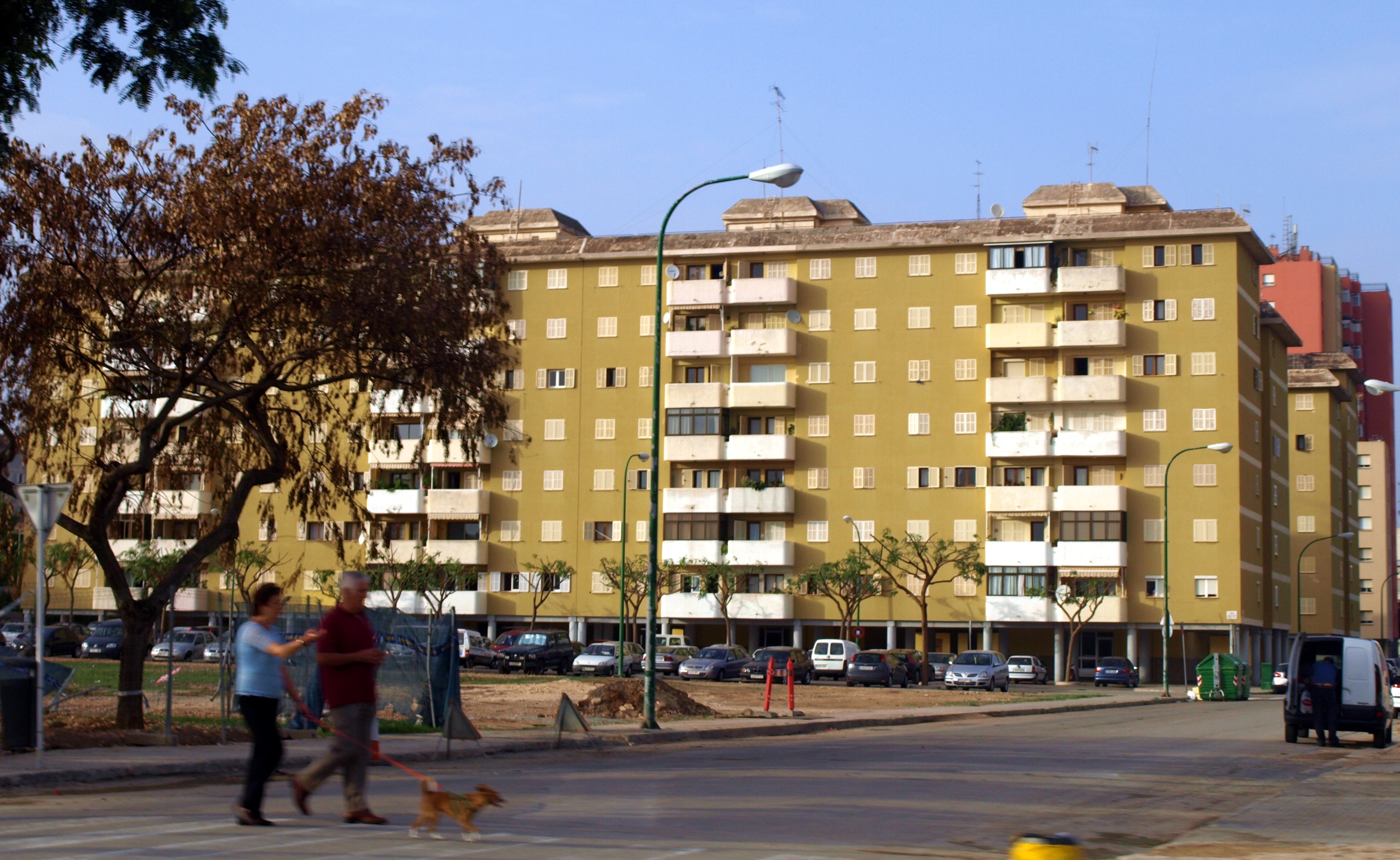
Avenida de México